# Dekatlenek tetrafosforu
Dekatlenek tetrafosforu (potocznie: pięciotlenek fosforu; nazwa Stocka: tlenek fosforu(V)), P
4O
10 – nieorganiczny związek chemiczny z grupy tlenków kwasowych, w którym fosfor występuje na V stopniu utlenienia. Wzór empiryczny tego związku, P
2O
5, nie odzwierciedla jego prawdziwej struktury (typu adamantanu), z czterema atomami fosforu i dziesięcioma tlenu w cząsteczce (P
4O
10).
Otrzymuje się go, spalając fosfor w powietrzu. W temperaturze pokojowej ma postać śnieżnobiałego, drobnokrystalicznego proszku. Pod wpływem wilgoci łatwo ulega zbrylaniu. Prężność pary wodnej nad pięciotlenkiem fosforu wynosi mniej niż 1×10−5 Tr.
Reaguje gwałtownie z wodą, dając kwas ortofosforowy:
P
4O
10 + 6H
2O → 4H
3PO
4
Ponadto jest zdolny do odwadniania kwasów mineralnych, tworząc ich bezwodniki:
2H
2SO
4 + P
4O
10 → 4HPO
3 + 2SO
3
4HNO
3 + P
4O
10 → 4HPO
3 + 2N
2O
5
Jest też zdolny do odwodnienia organicznego kwasu malonowego lub jego estrów, dając podtlenek węgla:
CH
2(COOH)
2 + P
4O
10 → C
3O
2 + 4HPO
3

## Zastosowanie
P
4O
10 stosowany jest:
- do otrzymywania kwasu ortofosforowego i jego soli, fosforanów,
- w technice laboratoryjnej jako środek suszący ze względu na swoją silną higroskopijność,
- jako herbicyd[9],
- jako nawóz do warzyw, kwiatów ogrodowych (w nawozach stężenie fosforu określa się jako procent P
2O
5, mimo że występuje on w postaci ortofosforanów[10]), a jednocześnie środek do zwalczania szkodników[9],

- do usuwania smarów i innych substancji hydrofobowych[9],
- używany do produkcji Cl
2O
7 oraz fosforków metali przejściowych (np. Ni2P, Co2P, MoP)[11],
- razem z KI lub KBr do przekształcania alkoholi w odpowiednie jodki i bromki alkilu[11],
- razem z kwasem metanosulfonowym jako środek pomocniczy w reakcjach kondensacji[11].